# Orahova (Kotor-Varoš)
Orahova (szerbül: Орахова), falu Bosznia-Hercegovinában, a Bosanska Krajina keleti részén, Kotor-Varoš községben, a Szerb Köztársaságban. 

## Fekvése
A település Bosznia-Hercegovina északi részén, Banja Lukától légvonalban 32, közúton 45 km-re délkeletre, községközpontjától légvonalban 10, közúton 13 km-re délkeletre fekszik, település központi része a Vrbanja-folyó és annak mellékfolyója, Vigošća mentén található, területe 340-820 méteres magasságban fekszik. Főbb településrészei: Donja és Gornja Orahova.

## Népessége
| Nemzetiségi csoport | Népesség 1991 | Népesség 2013 |
| ------------------- | ------------- | ------------- |
| Szerb               | 206           | 92            |
| Bosnyák             | 294           | 87            |
| Horvát              | 1107          | 7             |
| Jugoszláv           | 0             | 0             |
| Egyéb               | 5             | 0             |
| Összesen            | 1612          | 186           |

## Története
A horvát lakosságú település 1878-ig tartozott az Oszmán Birodalomhoz, ekkor a berlini kongresszus határozata alapján az Osztrák-Magyar Monarchia része lett. 1879-ben az első osztrák-magyar népszámlálás során a Banja Luka-i járáshoz tartozó településnek 38 háztartása, 378 római katolikus és 19 muszlim lakosa volt.  1910-ben a Kotor Varoš-i járáshoz tartozó településen 66 háztartást, 402 római katolikus és 54 muszlim lakost találtak. A monarchia szétesésével 1918-ban előbb a Szerb-Horvát-Szlovén Királyság, majd 1929-től a Jugoszláv Királyság része lett. 1921-ben 473 lakosa volt, melyből 323 római katolikus, 89 ortodox és 61 muszlim volt. Az 1929-es törvény értelmében, amikor Bosznia-Hercegovinát négy banovinára, Drinskára, Vrbaskára, Zetskára és Primorskára osztották, a település a Vrbaska banovina része lett, amelynek székhelye Banja Luka volt. 
Jugoszlávia megszállása után a Független Horvát Állam (NDH) része lett. A bosznii háború során a környéken az összes horvát és bosnyák falut elpusztították, a lakosságot megölték és kiűzték. Ezeken a területeken ma már szinte nincs is horvát lakosság. A Vigosca folyó menti, valamint a Vrbanja-völgy összes horvát és bosnyák települése, Kruševo Brdótól Banja Lukáig elpusztult. Ez történt Orahovával is. A boszniai háborút lezáró daytoni békeszerződést követő területfelosztásnál Kotor-Varoš község részeként a Szerb Köztársaság területéhez került.

## Nevezetességei
Szent Antalnak szentelt temetőkápolnáját 1992-ben felégették. 2005-ben az épület új tetőt kapott.

## Fordítás
- Ez a szócikk részben vagy egészben  az   Orahova (Kotor-Varoš) című bosnyák Wikipédia-szócikk ezen változatának fordításán alapul.  Az eredeti cikk szerkesztőit annak laptörténete sorolja fel. Ez a jelzés csupán a megfogalmazás eredetét és a szerzői jogokat jelzi, nem szolgál a cikkben szereplő információk forrásmegjelöléseként.